# Julieta Ferrão
Julieta Bárbara Ferrão (* 4. Dezember 1899 in Lissabon; † 1974) war eine portugiesische Kunsthistorikerin und Schriftstellerin.
Ferrão studierte an der Escola de Belas Artes in Lissabon. Sie war Chefkonservatorin der Museus Muinicipais de Lisboa und erste Direktorin des Museu Rafael Bordalo Pinheiro. Von ihr stammen zahlreiche Arbeiten zum Leben und Werk des Rafael Bordalo Pinheiro.

## Werke
- 1922: Monografia do Museu Rafael Bordalo Pinheiro
- 1924: Rafael Bordalo Pinheiro e a Crítica
- 1927: Guia do Museu Rafael Bordalo Pinheiro
- 1922: Rafael Bordalo e a Faiança das Caldas
- 1955: A Conquista de Lisboa por Um Caldense
- 1956: Vieira Lusitano
- 1962: Há 70 Anos